# Station Yamashina

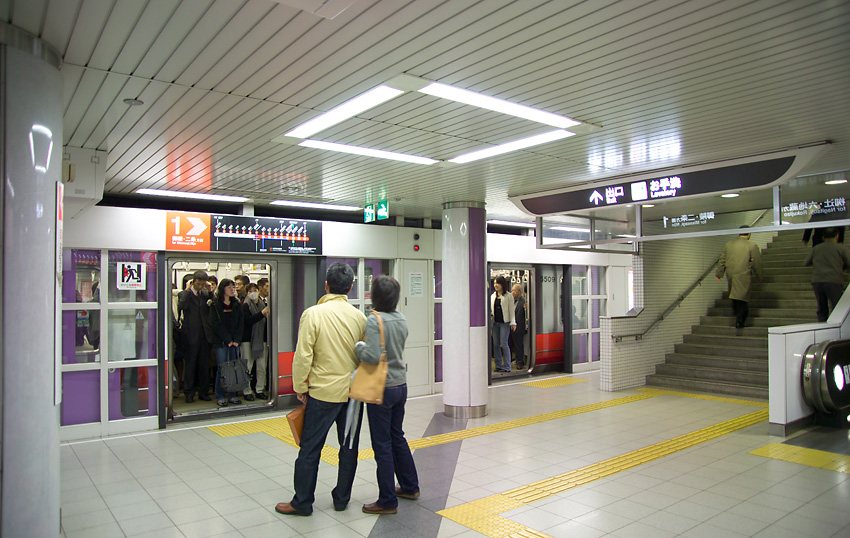
Het eilandperron van de Tōzai-lijn (metro). De stations zijn beveiligd met automatische veiligheidspoortjes.

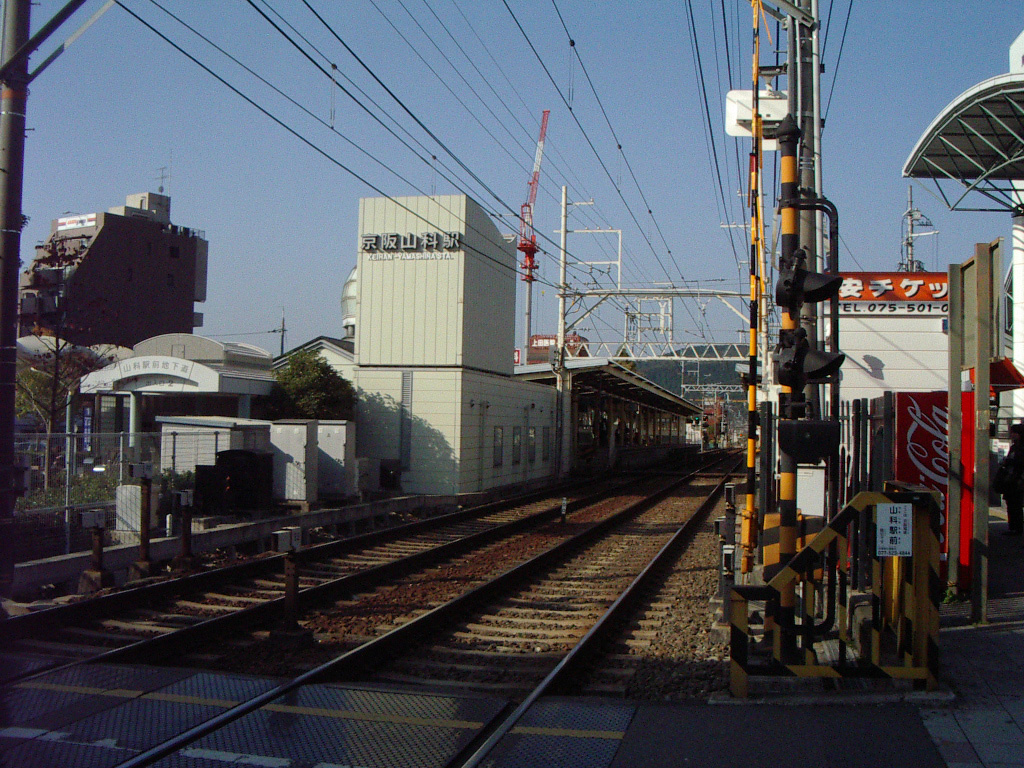
De perrons van de Keishin-lijn.

Station Yamashina  (山科駅,  Yamashina-eki) is een spoorweg- en metrostation in de wijk Yamashina-ku in de Japanse stad Kyoto. Het wordt aangedaan door de JR Kioto-lijn, de Kosei-lijn (JR West), de Tōzai-lijn (Metro van Kioto) en de Keishin-lijn (Keihan). Alle spoorwegmaatschappijen hebben verschillende stations: de treinstations van JR en Keihan bevinden zich bovengronds en tegenover elkaar, terwijl het metrostation zich ondergronds bevindt. Er zijn in totaal acht sporen, gelegen aan drie eilandperrons en twee zijperrons.

## Lijnen

### JR West
| 1 | ■ Biwako-lijn ■ Kosei-lijn | richting Kioto                                 |
| 2 | ■ JR Kioto-lijn            | richting Kioto, Osaka, Shin-Osaka en Sannomiya |
| 3 | ■ Biwako-lijn              | richting Kusatsu en Maibara                    |
| 4 | ■ Kosei-lijn               | richting Katata en Ōmi-Imazu                   |

### Metro van Kioto
Het metrostation staat haaks op de treinstations, en bevindt zich er iets ten zuiden van. Het station heeft het nummer T07.
| 1 | ■ Tōzai-lijn | richting Sanjō Keihan, Nijō en Uzumasa Tenjingawa |
| 2 | ■ Tōzai-lijn | richting Daigo en Rokujizō                        |

### Keihan
| 1 | ■ Keishin-lijn | richting Hamaōtsu                                                     |
| 2 | ■ Keishin-lijn | richting Sanjō Keihan, Nijō en Uzumasa Tenjingawa (via de Tōzai-lijn) |

## Geschiedenis
Het station van Keihan werd in 1912 geopend en is daarmee het oudste station. Aanvankelijk had het station de naam Bishamondō, maar dit werd veranderd in 1953 veranderd in Yamashina. In de jaren 70 en 90 werd het station vernieuwd.
Het station van JR kwam gereed in 1921, na de opening van de nieuwe spoortunnel tussen Kioto en Ōtsu. Op de oude route van de Tōkaidō-lijn lag ook een station Yamashina, dat werd gesloopt in 1921. Het station bevond zich ten zuiden van het huidige station Yamashina, ongeveer ter hoogte van het metrostation Ono.
In 1995 begonnen de bouwwerkzaamheden voor het metrostation, dat uiteindelijk gereedkwam in 1997.

## Overig openbaar vervoer
Bussen van Keihan en een nachtbus naar Tokio.
(Kioto) · Yamashina · Ōtsukyō · Karasaki · Hieizan Sakamoto · Ogoto-onsen · Katata · Ono · Wani · Hōrai · Shiga · Hira · Ōmi-Maiko · Kita-Komatsu · Ōmi-Takashima · Adogawa · Shin-Asahi · Ōmi-Imazu · Ōmi-Nakashō · Makino · Nagahara · Ōmi-Shiotsu (>> Hokuriku-lijn)
Rokujizō · Ishida · Daigo · Ono · Nagitsuji · Higashino · Yamashina · Misasagi · Keage · Higashiyama · Sanjō Keihan · Kyoto Shiyakusho-mae · Karasuma Oike · Nijōjō-mae · Nijō · Nishiōji Oike · Uzumasa Tenjingawa